# Tarachodes griseus
Tarachodes griseus es una especie de mantis de la familia Tarachodidae.

## Distribución geográfica
Se encuentra en Ghana y Mozambique.